# Pflichtwidrigkeitszusammenhang
Der Pflichtwidrigkeitszusammenhang ist ein Begriff des deutschen Strafrechts, der besagt, dass dem Täter der Erfolg einer Tat nur zugerechnet werden kann, wenn ihm der Erfolgseintritt bei pflichtgemäßem Alternativverhalten vermeidbar gewesen wäre.
Die Frage stellt sich bei Fahrlässigkeitsdelikten, da über den Pflichtwidrigkeitszusammenhang die objektive Sorgfaltspflichtverletzung (als Ursache) und der Erfolgseintritt (als Wirkung) in Beziehung zueinander gestellt werden. Der Pflichtwidrigkeitszusammenhang ist damit Kriterium der strafrechtlichen Kausalität. Verwirklicht sich die rechtlich missbilligte Gefahr der Tatbestandserfüllung durch eine Sorgfaltspflichtverletzung, liegt ein zurechenbarer Pflichtwidrigkeitszusammenhang dann vor, wenn es dem Täter „mit an Sicherheit grenzender Wahrscheinlichkeit“ nicht möglich gewesen wäre, den Erfolgseintritt dadurch zu vermeiden, dass er anderweitig pflichtgemäß gehandelt hätte.
In dubio pro reo wird nach herrschender Meinung zu Gunsten des Täters vermutet, dass auch nur eine denkbare Möglichkeit des Erfolgseintritts ohne seine Sorgfaltspflichtverletzung bereits zum Ausschluss des Pflichtwidrigkeitszusammenhangs führt. Eine Mindermeinung kommt mit der Risikoerhöhungslehre zu dem Ergebnis, dass Zurechenbarkeit besteht.